# Elisabeth Kieven
Elisabeth Kieven (* 18. September 1947 in Osnabrück) ist eine deutsche Kunsthistorikerin. Von 1999 bis 2014 war sie Direktorin der Bibliotheca Hertziana, dem Max-Planck-Institut für Kunstgeschichte in Rom.
Forschungsschwerpunkte von Elisabeth Kieven sind die Architektur des 17. und 18. Jahrhunderts in Italien (Alessandro Galilei, Ferdinando Fuga), insbesondere die Architekturzeichnung, außerdem die Skulptur des 18. Jahrhunderts (Pietro Bracci).

## Leben
Elisabeth Kieven studierte Kunstgeschichte, Geschichte und Archäologie an den Universitäten Münster, Bonn, München und Wien.
Von 1978 bis 1982 war sie wissenschaftliche Assistentin und Stipendiatin an der Bibliotheca Hertziana in Rom; 1994 übernahm sie eine Professur am Kunsthistorischen Institut der Universität Tübingen. Im Jahr 1999 wurde Kieven zum Wissenschaftlichen Mitglied der Max-Planck-Gesellschaft und Direktorin an der Bibliotheca Hertziana (Max-Planck-Institut für Kunstgeschichte) in Rom berufen, das Amt hatte sie bis zu ihrer Emeritierung im Jahr 2014 inne. Darüber hinaus war sie zuständig für Konzeption und Durchführung einer Reihe von Ausstellungen in Italien und Deutschland. Im Dezember 2014 wurde ihr das Bundesverdienstkreuz Erster Klasse verliehen.

## Mitgliedschaften
- Mitglied der Academia Europaea (2007)[2]
- Mitglied im Päpstlichen Komitee für Geschichtswissenschaften
- Accademico d’onore, Accademia di San Luca, Rom
- Mitglied des Verwaltungsrats der Fondazione per l’Arte della Compagnia di San Paolo, Turin
- Consigliere di Amministrazione e membro del Comitato scientifico della Fondazione Magnani Rocca, Corte di Mamiano (Parma)
- Consiglio scientifico, Centro Internazionale di Studi di Architettura Andrea Palladio (CISA), Vicenza
- Denkmalrat des Regierungspräsidiums, Tübingen
- Fachkollegiatin der Deutschen Forschungsgemeinschaft

## Schriften (Auswahl)
- (Hrsg.): Von Bernini bis Piranesi. Römische Architekturzeichnungen des Barock. Ausstellungskatalog Staatsgalerie Stuttgart, 2.10.–12.12.1993. Hatje, Stuttgart 1993, ISBN 3-7757-0436-1.
- mit Giovanna Curcio (Hrsg.): Il Settecento (= Storia dell’architettura italiana. Band 17). 2 Bände. Mailand 2000, ISBN 88-435-5886-2.
- mit John Pinto: Pietro Bracci and Eighteenth-Century Rome. Drawings for Architecture and Sculpture in the Canadian Centre for Architecture and other Collections. Pennsylvania State Univ. Press, University Park 2001, ISBN 0-271-02008-3.